# Bisanthe
Bisanthe, es un género de las mantis, de la familia Mantidae, del orden Mantodea. Es originario de África.

## Especies
- Bisanthe lagrecai
- Bisanthe menyharthi
- Bisanthe menyharthi menyharthi
- Bisanthe menyharthi raggei
- Bisanthe pulchripennis